# Iranisch-syrische Beziehungen
Die Iranisch-syrischen Beziehungen sind das zwischenstaatliche Verhältnis zwischen Iran und Syrien. Beide Länder sind seit den 1980er Jahren enge diplomatische Verbündete. Das in Syrien bis 2024 herrschende Assad-Regime gehört der ethnoreligiösen Gruppe der Alawiten an, die  den iranischen Schiiten nahestehen. Beide Länder unterstützen gemeinsam die Hisbollah im Libanon sowie die Hamas im Gazastreifen und betreiben eine anti-israelische und anti-amerikanische Außenpolitik. Im Syrischen Bürgerkrieg half die Islamische Republik Iran Baschar al-Assad mit Waffenlieferungen und der Entsendung von iranischen Truppen, womit er ihm half zu überleben und seine Herrschaft zu sichern.
Beide Länder gehören der selbsterklärten Achse des Widerstands an und wurden von den Vereinigten Staaten auf die Liste der State Sponsors of Terrorism gesetzt und mit Sanktionen belegt. Zwischen beiden Staaten hat sich infolgedessen eine enge wirtschaftliche Kooperation entwickelt. Nach dem Sturz der Assad-Regierung 2024 stand die Zukunft des iranisch-syrischen Bündnisses allerdings in Frage.

## Geschichte

### Vorgeschichte
Im Jahr 539 v. Chr. nahm Kyros der Große, König der achämenidischen Perser, Syrien in sein Reich auf, das als Ebir-Nari bekannt wurde. Die persische Herrschaft dauerte an, bis Alexander der Große die Region 333–332 v. Chr. eroberte. Später gelang es Chosrau II. des Sassanidenreiches, die Region einschließlich Syrien von 609 bis 628 n. Chr. während seines Krieges gegen das Byzantinische Reich wieder einzunehmen.
Im 7. Jahrhundert wurden sowohl Syrien als auch Persien von den Arabern erobert und islamisiert. Der Buyiden in Persien und die Hamdaniden in Syrien wetteiferten um die Vorherrschaft im Nahen Osten. Den Persern gelang es, die Hamdaniden aus Bagdad zu vertreiben. Gegen Ende des 10. Jahrhunderts standen Syrien und der Irak unter fatimidischem, persischem oder oströmischem Einfluss. Iran unter den Aq Qoyunlu und Syrien unter den Mamluken konkurrierten um die Kontrolle über Obermesopotamien, bis das Osmanische Reich die Vorherrschaft erlangte und Syrien im 16. Jahrhundert annektierte.

### Zwischen 1946 und 1979
Nach der Unabhängigkeit Syriens im Jahr 1946 richtete Iran dort ein Konsulat ein. Beide Länder nahmen am 12. November 1946 diplomatische Beziehungen auf. Syrien unter der Baath-Partei und Iran unter Schah Mohammad Reza Pahlavi hatten wechselhafte Beziehungen. Während Syrien sich unter Hafiz al-Assad und bereits davor an den Ostblock anlehnte, betrieb der Schah eine prowestliche und proamerikanische Außenpolitik. Es kam jedoch trotz dieser Differenzen auch zu pragmatischer Kooperation, wie Hafiz al-Assads viertägige Reise nach Teheran im Jahr 1975 verdeutlichte, bei der Kooperationsabkommen zwischen den beiden Ländern unterzeichnet wurden. Nach der Verbesserung der iranisch-irakischen Beziehungen in den späten 1970er Jahren unterstützte al-Assad jedoch die iranische Opposition.

### Nach 1979
Der Sturz des Schahs in der Islamischen Revolution von 1979 änderte die Situation. Syriens strategische Allianz mit Ägypten endete etwa zur gleichen Zeit aufgrund des ägyptischen Friedensvertrags mit Israel. Nach der Revolution stellte Iran für den syrischen Präsidenten Hafiz al-Assad eine Gelegenheit dar, ein neues Gegengewicht zu Israel und dem Irak, Syriens regionalen Rivalen, zu finden. Iran konnte im Gegenzug über Syrien seine Verbündeten im Libanon unterstützen, wo ein Bürgerkrieg zwischen Christen, Sunniten und Schiiten tobte, was Syrien für die Iraner attraktiv machte. Während sich der Einfluss alawitischer Interessensgruppen in der syrischen Baath-Partei verfestigte, begann Assad in den 1980er Jahren ein enges Bündnis mit der iranischen Theokratie von Ayatollah Chomeini zu etablieren.
Während des Iran-Irak-Kriegs (1980–1988) gehörte Syrien zu den wenigen arabischen Staaten, die Iran unterstützen. Dies isolierte Assad in der arabischen Welt und legte die Grundlage für die iranisch-syrische Allianz. Syrien legte während des Kriegs eine irakische Ölpipeline (Kirkuk-Baniyas-Pipeline) still, um die Iraker um Einnahmen zu bringen. Syrien versorgte Iran zwischen 1986 und 1988 mit Scud-B-Raketen. Als Gegenleistung für die syrische Kriegsunterstützung lieferte Iran Syrien in den 1980er Jahren verbilligtes bzw. kostenloses Erdöl. Darüber hinaus verurteilte Chomeini das Massaker von Hama 1982 nur zurückhaltend.
Auch während des libanesischen Bürgerkriegs kooperierten beide Staaten. Die Iranische Revolutionsgarde baute mit syrischer Unterstützung die Hisbollah auf, um die Ideologie Chomeinis zu verbreiten und die israelische Invasion im Südlibanon 1982 abzuwehren. Iran und Syrien sahen in der Hisbollah ein nützliches Druckmittel gegen Israel und eine Möglichkeit, größeren Einfluss auf den Libanon zu gewinnen. Iran und Syrien hatten allerdings auch gelegentlich Differenzen in ihrer Politik. Mitte bis Ende der 1980er Jahre unterstützte Syrien die nicht-islamistische schiitische Amal-Bewegung im Libanon, während die Islamische Republik Iran versuchte, die Macht der Hisbollah unter den libanesischen Schiiten zu maximieren.
Das Bündnis vertiefte sich im Jahr 2000, als Hafiz’ Sohn Baschar al-Assad das Amt des syrischen Präsidenten übernahm. Spätere Ereignisse wie der Irakkrieg, die Zedernrevolution im Libanon und der Libanonkrieg 2006 brachten die Länder noch näher zusammen. Syrien wurde in Bezug auf politische und militärische Unterstützung zunehmend von Iran abhängig, da Assad in dieser Zeit keine positiven Beziehungen zu anderen arabischen Mächten aufbauen konnte. Beide Länder vereinbarten 2006 ein Militärbündnis und 2010 freien Reiseverkehr.

#### Syrischer Bürgerkrieg
Nach dem Beginn des syrischen Bürgerkriegs 2011 begann die Iranische Revolutionsgarde, in Abstimmung mit der syrischen Regierung, Zehntausende von Freiwilligen zu entsenden, um den Zusammenbruch der Syrischen Armee zu verhindern. Iranische Sicherheits- und Nachrichtendienste berieten und unterstützen das syrische Militär durch Ausbildung und Waffenlieferungen. Auf dem Höhepunkt ihrer Intervention in den Jahren 2015–18 waren schätzungsweise 10.000 Revolutionsgarden und 5.000 Angehörige der iranischen Armee in Syrien stationiert. Die eng mit Iran verbundene Hisbollah aus dem Libanon kämpfte ebenfalls auf der Seite der Assad-Regierung. Iran leistete auch Wirtschaftshilfen in Milliardenhöhe und lieferte verbilligtes Erdöl an die Syrer. Knapp 2000 Iraner sollen in Syrien ums Leben gekommen sein und das iranische Engagement in Syrien soll Kosten von mindestens 30 Milliarden US-Dollar für die Iraner verursacht haben.
Da auch Russland Assad unterstützte und in Syrien intervenierte, konnte das Assad-Regime dank der ausländischen Unterstützung erfolgreich stabilisiert werden. Iran, Syrien und Russland intensivierten ihre Kooperation infolgedessen. 2015 wurde eine Allianz zwischen den drei Ländern und dem Irak vereinbart, welches den Austausch nachrichtendienstlicher Informationen beinhaltet.
Mit der Rebellenoffensive in Syrien 2024 zog Iran seine am 6. Dezember Truppen aus dem Land ab und evakuierte seine Militärbasen. Nach dem Sturz von Assad und der Einnahme von Damaskus durch die Rebellen wurde die iranische Botschaft in Syrien von wütenden Demonstranten gestürmt.

## Kulturbeziehungen
Die Islamische Republik Iran eröffnete 1983 sein erstes Kulturzentrum in Syrien in der Stadt Damaskus. Zu den Zielen des Zentrums gehört es, den kulturellen, wissenschaftlichen und religiösen Austausch zwischen den beiden Ländern zu fördern und ein Forum für die iranische islamische Kultur und die persische Sprache zu sein. Das Kulturzentrum arbeitet mit syrischen Universitäten zusammen, um den Unterricht der persischen Sprache zu fördern. 2005 eröffnete Syrien sein erstes Kulturzentrum in Iran, das bei Iranern, die ihr Arabisch verbessern wollen, sehr beliebt ist.
Die größten kulturellen Verbindungen zwischen Iran und Syrien bestehen im religiösen Tourismus. Im Jahr 2008 besuchten 333.000 Iraner Syrien als Touristen, die meisten von ihnen, um religiöse Pilgerreisen zu Heiligtümern wie dem Schrein Zainab bint Alis zu unternehmen. Der starke religiöse Tourismus aus Iran hat bei den Syrern den Eindruck erweckt, dass alle Iraner „religiös und konservativ sind“. Iran hat auch die Renovierung schiitischer Städten in Syrien gefördert.
Die Islamische Republik Iran soll die „Schiisierung“ Syriens durch Konversion der Bevölkerung, den Bau religiöser Stätten und die Ansiedlung von Alawiten in von Flucht und Vertreibung betroffenen Gebieten des Landes unterstützt haben.

## Militärische Beziehungen
Es bestehen enge Verbindungen zwischen den syrischen und den iranischen Streitkräften. Durch den syrischen Bürgerkrieg wurde die militärische Präsenz Irans in Syrien stark ausgebaut. Im Jahr 2023 unterhielt Iran 55 Militärbasen in Syrien und 515 weitere Militärstützpunkte, die meisten davon in den Gouvernements Aleppo und Deir Ezzor sowie in den Vororten von Damaskus. Dies waren 70 % der ausländischen Militärstandorte im Lande.
Syrien dient Iran als Operationsbasis für die Verfolgung geopolitischer Interessen. Im September 2022 erklärte der israelische Verteidigungsminister Benny Gantz, Iran nutze Einrichtungen in Syrien, um fortschrittliche Raketensysteme zu entwickeln und sie an seine regionalen Verbündeten wie Hisbollah oder die Hamas zu verteilen. Gantz enthüllte eine Karte von Einrichtungen, darunter eine moderne unterirdische Anlage in Masyaf, die er als äußerst gefährlich für die Region bezeichnete.

## Wirtschaftsbeziehungen
Während des syrischen Bürgerkriegs unterstützte Iran die Assad-Regierung mit Krediten und Hilfszahlungen. Die wirtschaftliche Präsenz Syriens verstärkte sich dadurch. So wurde 2017 berichtet, dass die iranischen Revolutionsgarden mit dem Aufbau eines Mobilfunknetzes in Syrien beauftragt wurde. Iran erhielt auch einen bevorzugten Zugriff auf Rohstoffe und Ackerland. Die starke Präsenz der Iraner erklärt sich auch dadurch, dass Syrien wie Iran mit internationalen Sanktionen durch die westlichen Staaten belegt wurden.
Im September 2022 berichteten iranische Staatsmedien, dass hochrangige Beamte aus Iran und Syrien die Aussichten auf eine „gegenseitige Zusammenarbeit im Bereich Öl und Gas“ erörterten, was darauf hindeutet, dass die beiden Länder die Gründung eines gemeinsamen Öl- und Gasunternehmens erwägen.